# Smrek (Berg)
Der Smrek ist ein 2071,9 m n.m. hoher Berg in der slowakischen Westtatra. Er befindet sich auf einem südlich vom Berg Plačlivé verlaufenden Seitengrat, getrennt von diesem durch den Sattel Žiarske sedlo. Weiter südlich folgen der Sattel Sedlo nad Pustým und der Berg Baranec. Westlich fallen die Berghänge Richtung Tal Žiarska dolina, östlich Richtung Tal Jamnícka dolina ab.
Der Berg liegt auf einer gelb markierten Wanderweg vom Plačlivé und Žiarske sedlo weiter zum Baranec und Talmündung der Žiarska dolina. Dank dem dichten Wanderwegnetz in der Nähe ist eine Vielzahl von Anlaufwegen möglich. Der Ausblick vom Gipfel ist im Süden durch den Baranec und im Norden durch den Hauptkamm vermindert.